# کارآگاه حقیقی (فصل ۳)
فصل سوم کارآگاه حقیقی، یک مجموعه آنتولوژی آمریکایی در ژانر جنایی است که توسط نیک پیزولاتو خلق شده است. این سریال پخش خود را از تاریخ ۱۳ ژانویه ۲۰۱۹ و از طریق شبکه اچ‌بی‌او آغاز کرد. ماهرشالا علی، کارمن اجوگو، استیون درف، اسکوت مک‌نری، ری فیشر و میمی گامر بازیگران اصلی سریال هستند.
داستان در شهر اوزارکس در ۳ دوره متفاوت زمانی رخ می‌دهد به طوریکه کارگاهان با همکاری هم در حال تحقیق یک جنایت خوفناک که با گم شدن ۲ بچه ارتباط دارد، هستند. نیک پیزولاتو که خالق سریال کارآگاه حقیقی است، برای نخستین بار به غیر از نویسندگی، تعدادی از اپیزودهای سریال را کارگردانی نیز کرده است.
فصل سوم کارآگاه حقیقی با استقبال خوبی از سوی منتقدان همراه بود و بسیاری از نظر فرم داستانی، آن را بازگشت به راه اصلی سریال دانستند. اجرای تیم بازیگری و به خصوص عملکرد ماهرشالا علی مورد تحسین منتقدان قرار گرفت. علی‌رغم استقبال منتقدان، این فصل از سریال چه از نظر افتتاحیه و چه از نظر روند کلی، ضعیف‌ترین عملکرد را در جذب تماشاگران در میان تمامی فصل‌های سریال داشت. قسمت نخست فصل سوم ۱٫۴۴ میلیون تماشاگر داشت. روند نزولی آمار بینندگان در فصل سوم باعث شد تا قسمت آخر این فصل با ۱٫۳۸ میلیون تماشاگر، کمترین رتبه را در میان اپیزود آخر هر سه فصل به خود اختصاص دهد.

## بازیگران
- ماهرشالا علی
- کارمن اجوگو
- استیون درف
- اسکوت مک‌نری
- ری فیشر

## اپیزودها
| شم. کلی | شم. در فصل | عنوان                    | کارگردان     | نویسنده                     | تاریخ انتشار اصلی                        | ایالات متحده تعداد بیننده (میلیون) |
| ------- | ---------- | ------------------------ | ------------ | --------------------------- | ---------------------------------------- | ---------------------------------- |
| ۱۷      | ۱          | «جنگ بزرگ و خاطرات مدرن» | جرمی سالنی‌یر | نیک پیزولاتو                | ۱۳ ژانویه ۲۰۱۹                           | ۱٫۴۴                               |
| ۱۸      | ۲          | «بوسه خداحافظی فردا»     | جرمی سالنی‌یر | نیک پیزولاتو                | ۱۳ ژانویه ۲۰۱۹                           | ۱٫۱۹                               |
| ۱۹      | ۳          | «هرگز بزرگ»              | دنیل سکهایم  | نیک پیزولاتو                | ۲۰ ژانویه ۲۰۱۹                           | ۱٫۰۶                               |
| ۲۰      | ۴          | «ساعت و روز»             | نیک پیزولاتو | نیک پیزولاتو و دیوید میلچ   | ۲۷ ژانویه ۲۰۱۹                           | ۱٫۴۵                               |
| ۲۱      | ۵          | «اگر تو اشباح داری»      | نیک پیزولاتو | نیک پیزولاتو                | ۱ فوریه ۲۰۱۹ (online) ۳ فوریه ۲۰۱۹ (HBO) | ۰٫۸۸                               |
| ۲۲      | ۶          | «شکارچیان در تاریکی»     | دنیل سکهایم  | گراهام گوردی و نیک پیزولاتو | ۱۰ فوریه ۲۰۱۹                            | ۱٫۲۵                               |
| ۲۳      | ۷          | «آخرین کشور»             | دنیل سکهایم  | نیک پیزولاتو                | ۱۷ فوریه ۲۰۱۹                            | ۱٫۳۲                               |
| ۲۴      | ۸          | «اکنون پیدا شدم»         | دنیل سکهایم  | نیک پیزولاتو                | ۲۴ فوریه ۲۰۱۹                            | ۱٫۳۸                               |

## فیلمبرداری

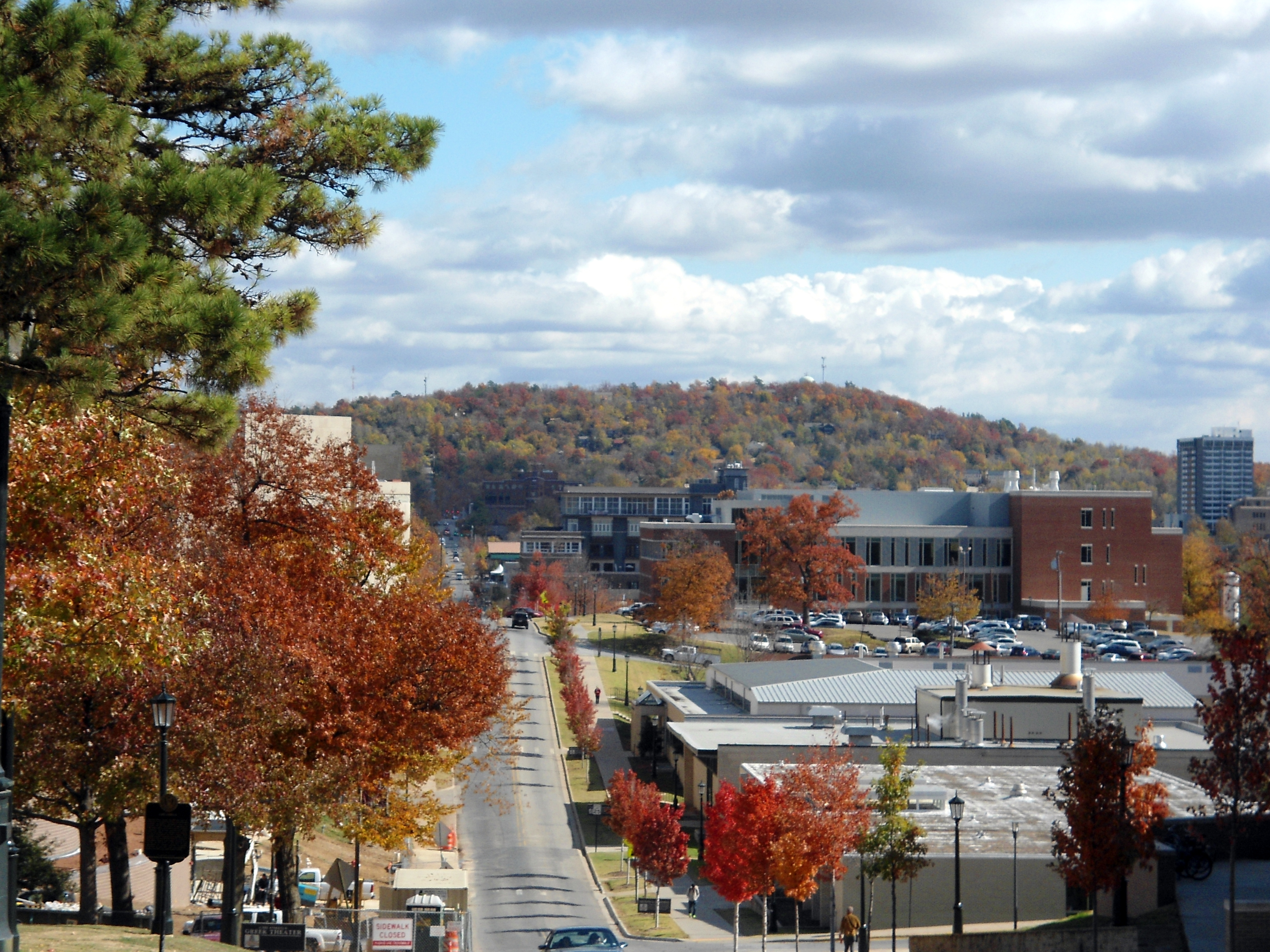
یک نمایی از کوه سکواه از محوطه دانشگاه آرکانزاس.

در فوریه ۲۰۱۸، فیلمبرداری در آرکانزاس توسط جری ساولنیر و نیک پیزولاتو، شروع شد.